# ベログラトチク要塞
座標: 北緯43度37分24秒 東経22度40分38秒 / 北緯43.62333度 東経22.67722度

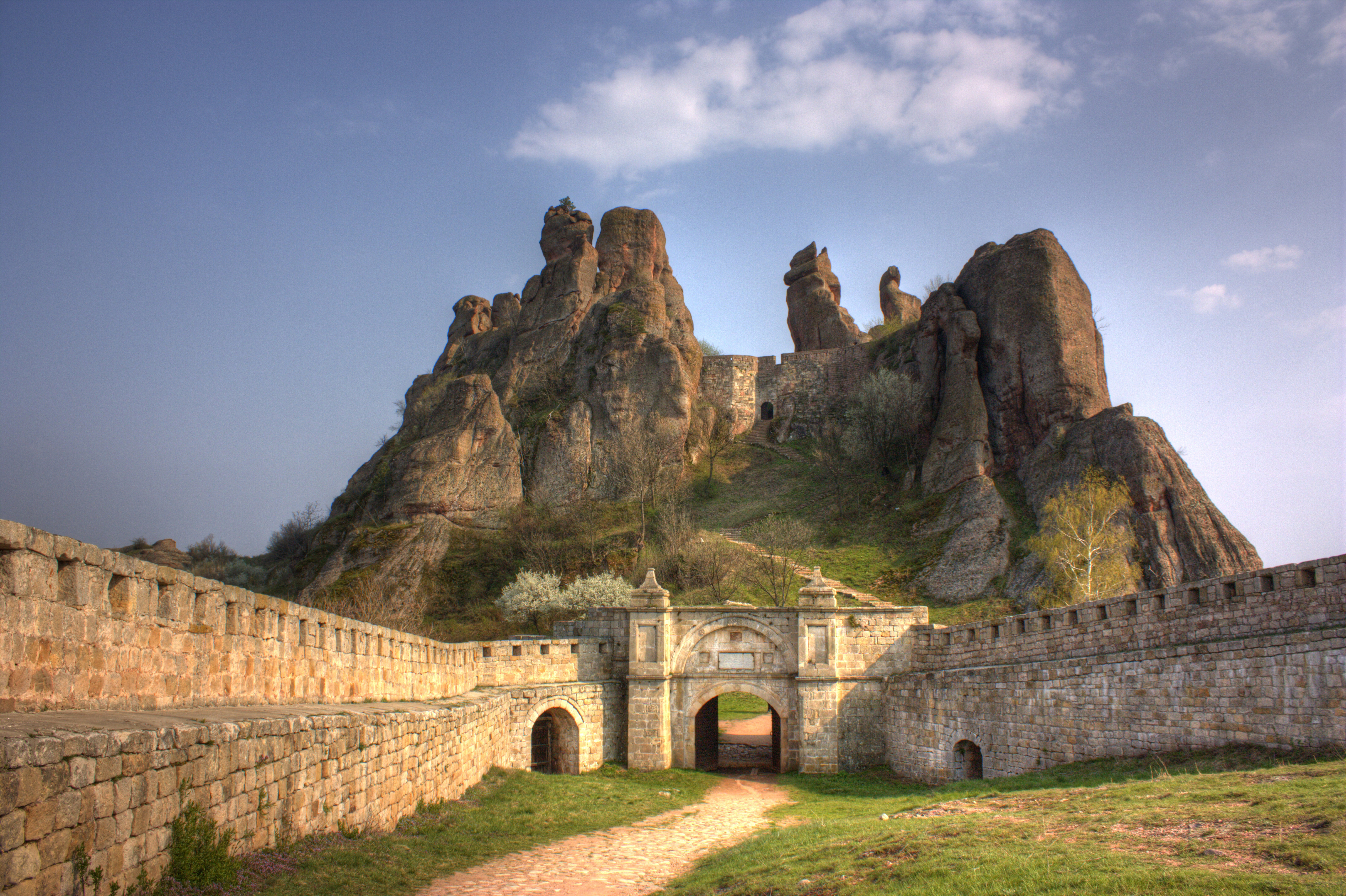
ベログラトチク要塞

ベログラトチク要塞（ブルガリア語: Белоградчишка крепост、Belogradchishka krepost）とは、カレト（Калето、Kaleto、トルコ語で要塞を意味するkaleに由来する）と言う呼び名でも知られている、ブルガリア北西部に位置するベログラトチクにある古城である。地域を代表する文化的･歴史的観光地であり、付近に存在する奇岩とともに、この地を訪れる旅行者の主な目的地となっている。ブルガリア国内で最も保存状態のいい城砦建築のひとつである。

## 概要
厚さ約2m、高さ約12mの城壁を持つ。城内は三つの郭に分けられており、それぞれ城門によって結ばれている。要塞全体では約10210m²の面積を有する。この地域の奇岩群は防御面で天然の要塞となっており、城壁は要塞の南東部と北西部にのみ建てられている。城の中庭は高さ70mに達する岩壁で囲まれている。要塞は文化的遺構と宣言された後に、地元の歴史博物館によって修復が行われた。

## 歴史
この地に最初の要塞が建造されたのはこの地域がローマ帝国の一部だった時代であると考えられている。当初は監視用のもので、厳密には防衛用の城砦ではなかった。14世紀になるとブルガリアのツァールであったイヴァン・スラツィミルがこの古い城砦を拡張し、守備隊を置いて要塞化した。これが現在の要塞の直接の前身となった。イヴァン･スラツィミルの治世中、ベログラトチク要塞は首府ヴィディンのババ・ヴィダ要塞に次ぐ、最重要の要塞のひとつとして扱われるようになった。
その後1396年にオスマン帝国軍の攻撃を受けて占領された。オスマン帝国はこの地域でのハイドゥクのような反乱勢力の鎮圧を進めるために要塞をさらに拡張した。
19世紀になると更なる変化がもたらされた。それはこの時代のオスマンの典型的な建築術を用いて全面的な改築が実行され、要塞はさらに拡張された。特徴的なヨーロッパ風の意匠はこの拡張に参加したフランス人とイタリア人の技術者によって付け加えられたものである。
1850年にはベログラトチクの反乱が発生し、要塞はその鎮圧に重要な役割を果たした。
1885年にセルビア＝ブルガリア戦争に使われたのを最後に実戦に用いられることはなくなった。

## 画像

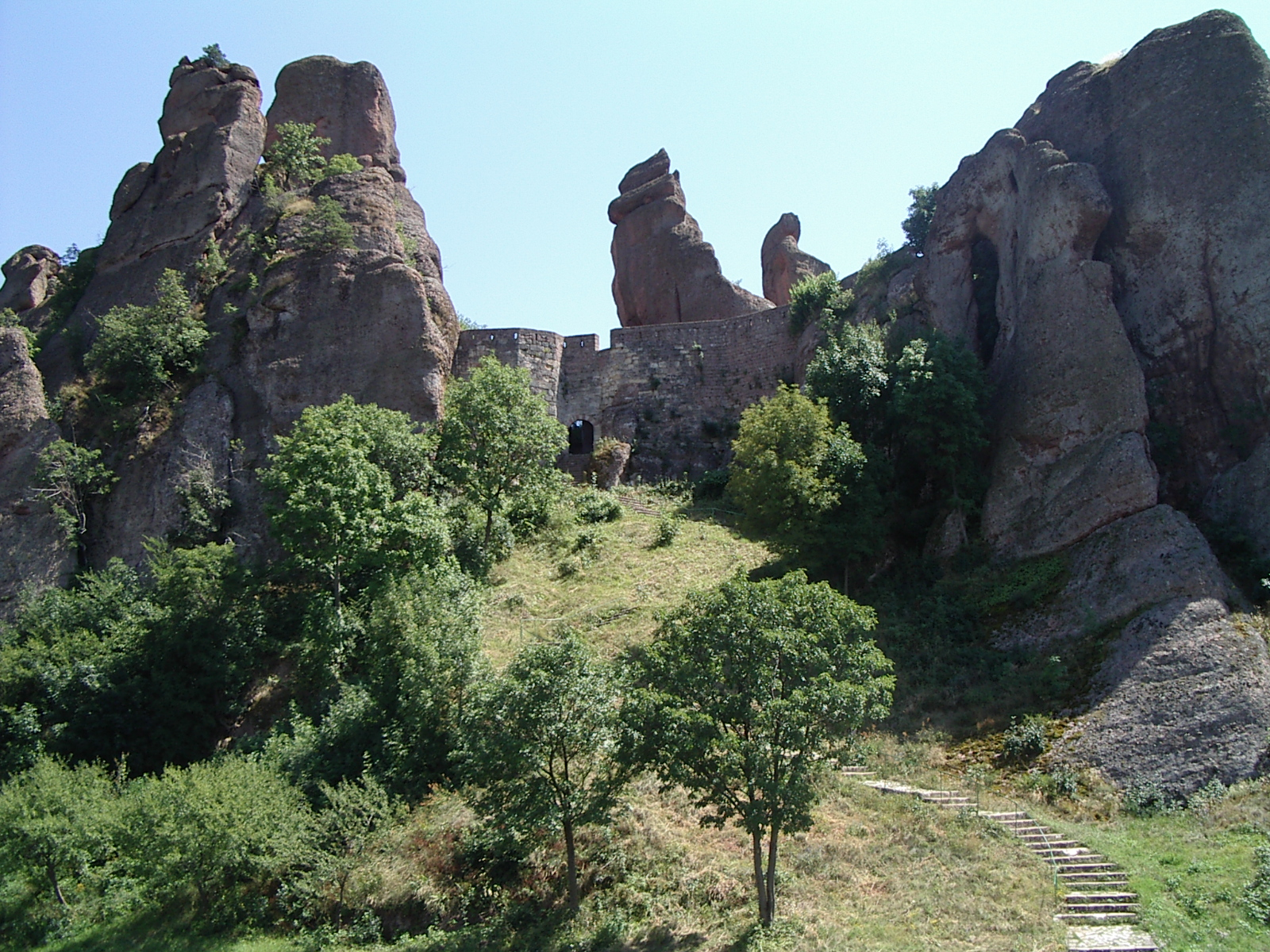
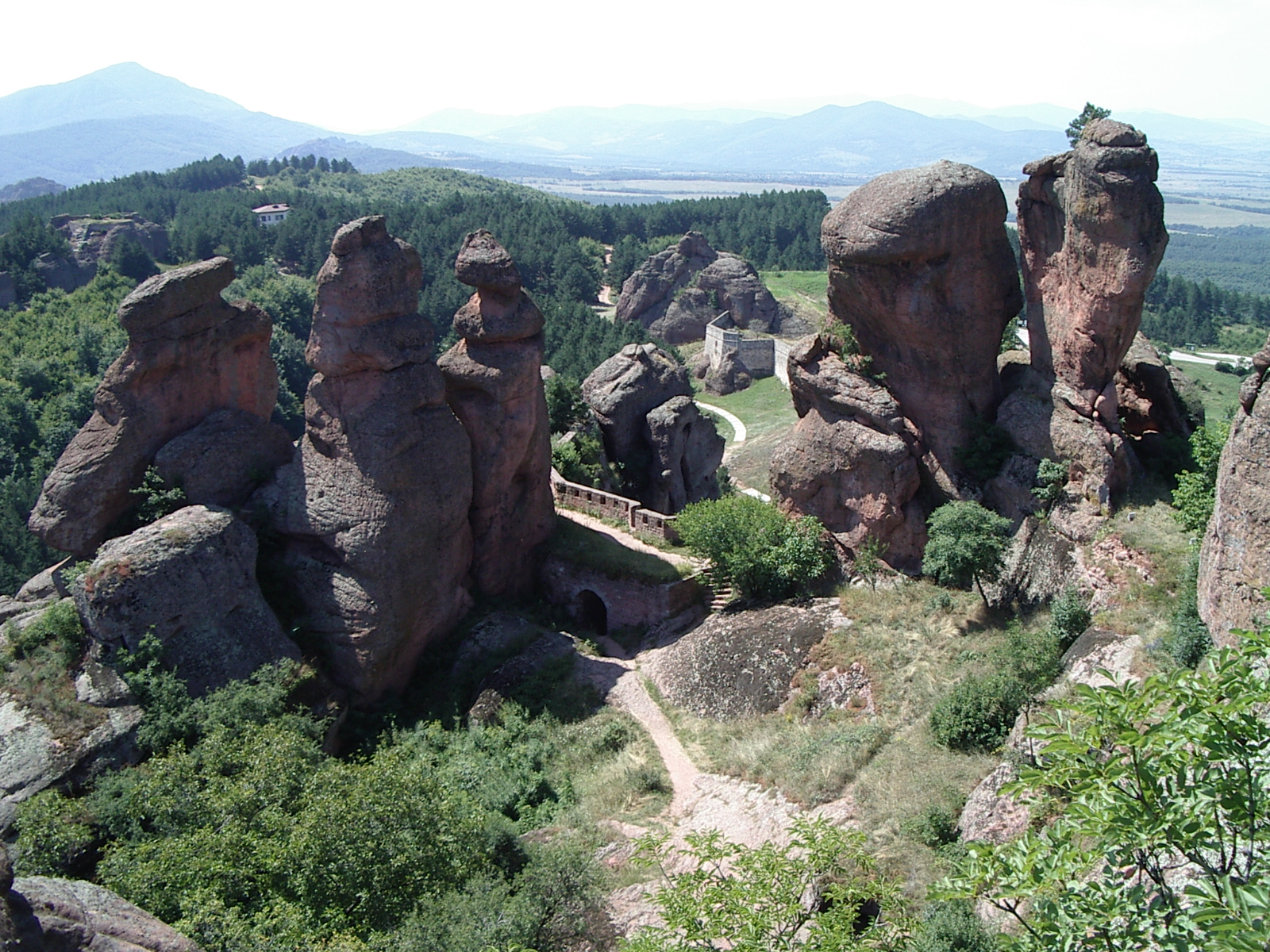
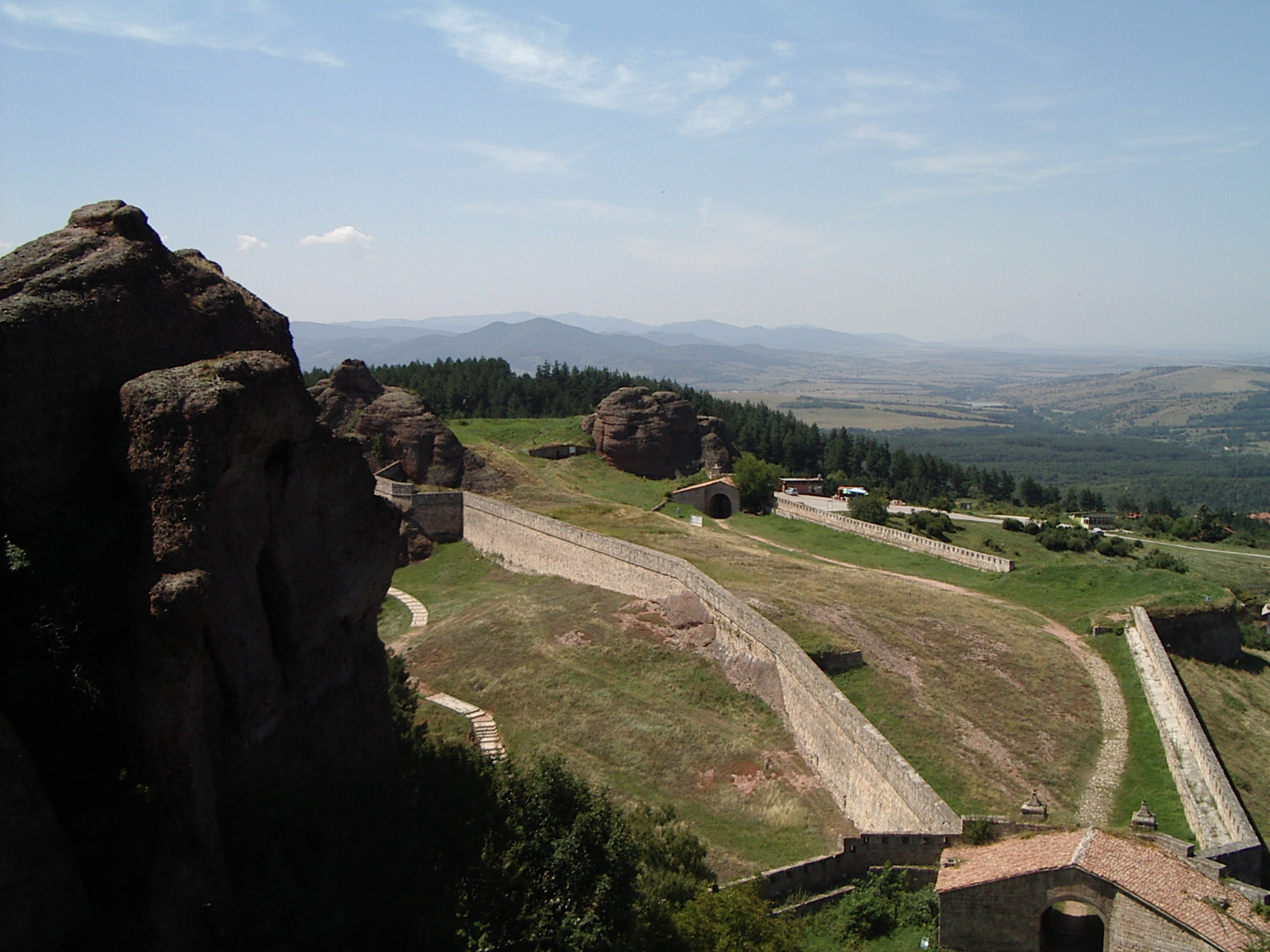
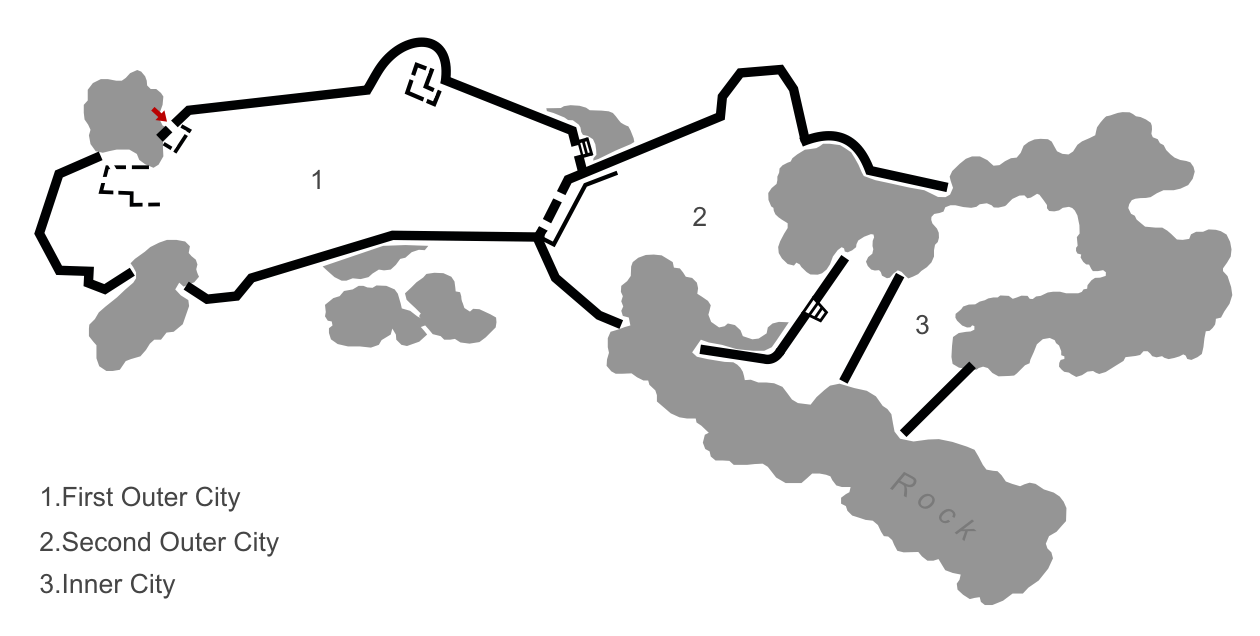
構造図